# Cañitas de Felipe Pescador
Cañitas de Felipe Pescador är en kommunhuvudort i Mexiko.   Den ligger i kommunen Cañitas de Felipe Pescador och delstaten Zacatecas, i den centrala delen av landet, 600 km nordväst om huvudstaden Mexico City. Cañitas de Felipe Pescador ligger 2 019 meter över havet och antalet invånare är 5 965.
Terrängen runt Cañitas de Felipe Pescador är huvudsakligen en högslätt. Cañitas de Felipe Pescador ligger nere i en dal. Runt Cañitas de Felipe Pescador är det glesbefolkat, med 19 invånare per kvadratkilometer. Cañitas de Felipe Pescador är det största samhället i trakten. Omgivningarna runt Cañitas de Felipe Pescador är i huvudsak ett öppet busklandskap.